# Kayu Menang
Kayu Menang is een bestuurslaag in het regentschap Aceh Singkil van de provincie Atjeh, Indonesië. Kayu Menang telt 175 inwoners (volkstelling 2010).